# Ararat (Film)
Ararat ist ein Filmdrama des kanadisch-armenischen Filmregisseurs Atom Egoyan aus dem Jahr 2002, das sich mit den Schwierigkeiten des persönlichen und gemeinschaftlichen Erinnerns an den Völkermord an den Armeniern und dessen filmischer Darstellbarkeit beschäftigt. 

## Herkunft des Titels
Der Titel nimmt Bezug auf den biblischen Berg Ararat, der im Bewusstsein der Armenier einen besonderen Platz einnimmt. In der Frühzeit galt der höchste Berg der Region als mystischer Ort; die Arche Noah soll hier gelandet sein. Später wurde er zum Nationalsymbol für das (christliche) armenische Volk. Heute liegt der Berg in der Türkei, wird aber nach wie vor im Wappen der Republik Armenien geführt.

## Die Handlungsebenen
Wie in den meisten Filmen Egoyans geht es auch in Ararat um die verschiedenen Möglichkeiten des Erzählens von Geschichte(n) – hier speziell mit den Mitteln des Kinos. Die sehr komplex verwobene Handlung hat verschiedene Stränge. Da ist Raffi (David Alpay), der in die Türkei gereist ist, um dort Filmaufnahmen zu machen. Bei der Rückkehr nach Kanada wird er an der Grenze von dem Zollbeamten David (Christopher Plummer) aufgehalten, der in den angeblich noch nicht entwickelten Filmrollen Rauschgift vermutet. Aus dem Verhör entsteht ein sehr grundsätzliches Gespräch über Armenien und den verdrängten Völkermord an den Armeniern im Osmanischen Reich.
Die zweite Filmebene dreht sich um Raffis Mutter Ani (gespielt von Egoyans Frau Arsinée Khanjian), die sich als Kunsthistorikerin mit dem armenischstämmigen US-amerikanischen Maler Arshile Gorky beschäftigt. Dieser war als Kind 1915 aus Van (Türkei) als einer der wenigen männlichen Überlebenden seiner Familie nach Amerika entkommen, wo er in den 30er und 40er Jahren zu einem der wichtigsten Vertreter der US-Malerei wurde. Ani wird als Expertin zu einem Film hinzugezogen, den der alternde Autor und Produzent Edward Saroyan (Charles Aznavour) dreht. In diesem Film werden die (authentischen) Geschehnisse des Jahres 1915, basierend auf dem Drehbuch des Autors Rouben (Eric Bogosian), ohne Rücksicht auf die historische Authentizität in Hollywood-Manier zu einem melodramatischen Historienschinken verarbeitet. Gleichzeitig inszeniert Egoyan in diesem Film im Film, der auf den Aufzeichnungen des amerikanischen Missionars Clarence Ussher – gespielt von Martin Harcourt (dargestellt von Bruce Greenwood) – beruht, berührende Szenen über das unvorstellbare Grauen, das die Armenier während des Völkermords durchlitten.
Eine weitere Ebene entsteht im Spannungsfeld zwischen Raffi, seiner Stiefschwester Celia (Marie-Josée Croze), mit der er ein Verhältnis hat, und Ani. Raffis Vater war als armenischer Terrorist in den 70er Jahren im Kampf um die Anerkennung des Genozids durch die Türkei ums Leben gekommen. Celias Vater (Anis zweiter Mann) hatte gegenüber dem Andenken an diesen Helden nie bestehen können und war bei einer Wanderung mit Ani ums Leben gekommen (unklar bleibt, ob es Selbstmord war, ein Unfall oder ob Ani ihn von der Klippe gestoßen hat). Celias Hass auf die Mutter geht so weit, dass sie in einer Verzweiflungstat ein berühmtes Bild von Arshile Gorky, das in Anis Leben eine zentrale Rolle spielt, mit einem Messer beschädigt und dafür ins Gefängnis muss. – Es handelt sich um das Porträt seiner Mutter, das Gorky (im Film gespielt von Simon Abkarian) nie vollendet und immer wieder übermalt hat; auch diese Geschichte und die möglichen Gründe für seinen Selbstmord werden im Film thematisiert.
Schließlich kommt als weitere Handlungsebene die Geschichte des türkisch-kanadischen Schauspielers Ali (Elias Koteas) hinzu, der den Bösewicht im Film im Film (Jevdet Bey – wiederum eine historische Figur, deren Untaten durchaus authentisch geschildert werden) spielt. Er hat ein Verhältnis mit Philip (Brent Carver), dem Sohn des Zollbeamten David, der sich damit aus verschiedenen (u. a. religiösen) Gründen nicht abfinden kann.
Am Ende stellt sich heraus, dass der Film, für den Raffi als Assistent angeblich Filmmaterial aus der Türkei im Gepäck hat, am Tag seiner Rückreise nach Kanada bereits Premiere hat. Trotzdem lässt David Raffi frei; er beendet damit gleichzeitig sein Berufsleben, geht in Pension und versöhnt sich mit seinem Sohn. In den Filmrollen aber befand sich – Rauschgift; dieses könnte wiederum von den Türken in die Blechdosen geschmuggelt worden sein, mit denen Raffi in der Türkei den Berg Ararat aufgesucht hat.

## Kritiken
Laut dem Lexikon des internationalen Films sei Ararat „kein historisierendes Drama, sondern eine kunstvolle Reflexion über Schwierigkeiten sowie die Notwendigkeit des Erinnerns, wobei der ebenso intelligente wie entschlossene Film mitunter bittere Wahrheiten zumutet.“
Cinema sah den Film als „komplexe Reflexion über das unbewältigte Trauma eines vergessenen Volkes“ und als „erschütterndes Werk über ein vergessenes Kapitel europäischer Geschichte.“
Roger Ebert fragt sich, ob der Film dem Regisseur nicht zu sehr eine Herzenssache gewesen sei, und metaphorisch, ob dieser nicht weiter hätte zurücktreten müssen, um eine gute Perspektive zu finden („Perhaps this movie was so close to his heart that he was never able to stand back and get a good perspective on it“).
„Atom Egoyan hat gewusst, ich bin mir sicher, dass sein didaktisches Experiment scheitern würde, dass er sich den Offensichtlichkeiten, ja auch den Peinlichkeiten nicht entziehen kann.“ (Heike Melba-Fendel) „Egoyans indirekte Rekonstruktion des türkischen Massakers an den Armeniern entgeht den Fallen des Betroffenheitskinos nicht ganz, zeigt aber Mut und Größe“, befand Epd Film
Prisma lobt Egoyan, der „geschickt und intelligent ein beeindruckendes Werk [webt], das das Leid eines ganzes Volkes widerspiegelt.“

## Auszeichnungen (Auswahl)
- Durban International Film Festival (2003)
  - Bester Film: Atom Egoyan
  - Beste Regie: Atom Egoyan
  - Beste Hauptdarstellerin: Arsinée Khanjian

- Genie Awards (2003)
  - Bester Film
  - Beste Schauspielerin in einer Hauptrolle: Arsinée Khanjian
  - Bester Schauspieler in einer Nebenrolle: Elias Koteas
  - Beste Original-Musik
  - Bestes Kostümdesign

- Political Film Society (2003)
  - Kategorie: Menschenrechte

- Writers Guild of Canada (2003)
  - Gewinner: Atom Egoyan

- Yerevan International Film Festival (2004)
  - Bester Film